# Alison Moyet
Alison Moyet   (Billericay, 18 de juny de 1961) Geneviève Alison Jane Moyet (/ˈmɒjeɪ/), és una cantant, compositora i intèrpret anglesa reconeguda per la seva veu de contralt. Va fer-se coneguda com a component del duet Yazoo i des d'aleshores ha treballat principalment com a artista en solitari.
Té vendes certificades al Regne Unit de 2,3 milions d'àlbums, havent venut més d'un milió de senzills. Tots els seus set àlbums d'estudi i tres àlbums de recopilacions han entrat a la llista dels 30 més venuts del Regne Unit, assolint el número 1 amb dos d'aquests àlbums. També ha aconseguit que 9 senzills seus entressin a la llista del Top 30 de senzills i 5 d'ells al Top 10 de les llistes de vendes del Regne Unit. El seu àlbum més recent, The Minutes, es va publicar al Regne Unit el 6 de maig de 2013.

## Biografia
Moyet va néixer en una petita ciutat d'Essex anomenada Billericay, de pare francès i mare anglesa. Va créixer en la ciutat propera de Basildon, on va assistir a la Markhams Chase Junior School i després va fer la secundària al Nicholas Comprehensive. Va abandonar els estudis als 16 anys, va anar a treballar de dependenta i va aprendre l'ofici d'afinadora de piano. També va treballar a l'empresa de cosmètica Yardley. Va tenir relació amb diverses bandes de punk rock, pub rock i bandes de blues de l'àrea del sud-est d'Essex durant el final dels anys 70 i l'inici dels 80 del segle xx, incloent The Vàndals, the Screamin' Ab Dabs, The Vicars i els Little Roosters.

## Carrera musical

### Yazoo
L'any 1982, a l'edat de 21 anys, va començar la seva carrera de pop comercial amb la formació del grup de synmb la formació del duet de synthpop Yazoo amb l'antic membre dels Depeche Mode Vince Clarke. Als Estats Units, la banda es publicitava amb el nom Yaz, per causa d'un problema de conflicte de marques registrades amb els discogràfica Yazoo Records que ja operava anteriorment al país. Yazoo va tenir diversos èxits, incloent «Only You», «Don't Go», «Situation» i «Nobody's Diary», i va enregistrar dos àlbums, Upstairs at Eric's i You and Me Both.
L'any 1983 Moyet i Clarke van decidir dissoldre Yazoo. Mentre Clarke va anar a formar de The Assembly (un altre duet, aquest cop amb Eric Radcliffe) i després a Erasure (un altre duet, amb Andy Bell), Moyet va signar amb la CBS, i va començar la seva carrera en solitari.
A mitjans de l'any 2008, Moyet es va unir amb Clarke com a Yazoo per una sèrie de concerts en directe.

## Discografia
- 1984: Alf
- 1987: Raindancing
- 1991: Hoodoo
- 1994: Essex
- 2002: Hometime
- 2004: Voice
- 2007: The Turn
- 2013: The Minutes